# Кавијар од празилука (представа)
Кавијар од празилука је позоришна представа коју је режирао Матеја Јовановић према тексту Николе Масала, у продукцији Театра Улица. 
Извршну продукцију потписује Јована Недељковић, сценографију Ана Маринковић, а кореографију Уна Нинић.
Премијерно је изведена 28. априла 2024. године на сцени Академије 28 у Београду.
Такође је извођена и на великој сцени Театра ВУК, сцени ДКСГ и сцени Лесковачког културног центра.  

## Радња
Представа "Кавијар од Празилука" је, заправо, комични калеидоскоп малограђанске свакодневице. 
Централна тема ове комедије је истраживање малограђанских вредности и комплекса ниже вредности, првенствено кроз лик београдског хирурга Драгана. Кроз његову призму, представа отрива како осећај инфериорности може обликовати живот појединца и утицати на динамику породичних односа. Тема се фокусира на смештање ликова у ситуације произишле из малограђанских предрасуда, доносећи елементе забуне и хумора у причу. Кроз ову тему, представа истражује апсурдности малограђанске свакодневице и нуди комичан поглед на изазове с којима се ликови суочавају.
Фокус је на апсурду у супротстављању конвенционалним друштвеним нормама, као и последицама комплекса на чланове породице. 

## Улоге
| Глумац             | Улога         |
| ------------------ | ------------- |
| Никола Масал       | Драган        |
| Алекса Сузић       | Баба Драгиња  |
| Сара Михајловић    | Јованка       |
| Ненад Новаковић    | Милош         |
| Јована Даутовић    | Дина          |
| Маша Котаранин     | Елизабета     |
| Уна Нинић          | Елеонора      |
| Матеја Пјановић    | Рођак Богољуб |
| Лука Драгојловић   | Зоки Нокти    |
| Александар Ђукић   | Комшија Рајко |
| Срећко Јанићијевић | Поштар Мића   |

## Награде
- Специјалнa наградa за ауторски текст "Кавијар од празилука" на 64. фестивалу БАП - Никола Масал. [5]

- Специјалнa наградa за оригинални текст "Кавијар од празилука" на 14. фестивалу ФАПОР - Никола Масал.[6]

- Награда за мушку улогу - лик "Баба Драгиња" на 14. фестивалу ФАПОР - Алекса Сузић.[6]